# Велічна
Велічна́ (словац. Veličná) — село в окрузі Дольни Кубін Жилінського краю Словаччини. Площа села 29,3 км². Станом на 31 грудня 2015 року в селі проживало 1197 жителів.

## Історія
Перші згадки про місто датуються 1272 роком.

## Географія
Протікає річка Орвішник.

## Населення
| Рік:            | 1994. | 2004.    | 2014.    | 2024.    |
| --------------- | ----- | -------- | -------- | -------- |
| Кількість осіб: | 731   | 870      | 1136     | 1616     |
| Різниця:        |       | +19,01 % | +30,57 % | +42,25 % |

| Рік:            | 2023. | 2024.   |
| --------------- | ----- | ------- |
| Кількість осіб: | 1577  | 1616    |
| Різниця:        |       | +2,47 % |